# Инворио
Инворио (итал. Invorio) — коммуна в Италии, располагается в регионе Пьемонт, в провинции Новара.
Население составляет 3761 человек (2008), плотность населения составляет 221 чел./км². Занимает площадь 17 км². Почтовый индекс — 28045. Телефонный код — 0322.
Покровителями коммуны почитаются святые апостолы Пётр и Павел, празднование 29 июня.

## Демография
Динамика населения:

## Администрация коммуны
- Официальный сайт: http://www.comune.invorio.no.it/